# 国会議事堂 (コロンビア)
国会議事堂（こっかいぎじどう、Capitolio Nacional de Colombia）はコロンビア共和国議会の議事堂。首都ボゴタの旧市街に位置している。

## 歴史
議事堂の建設は1848年に始まったが政治的混乱の影響を受け工事は度々中断した。1874年に議場の使用を開始したが、細部の装飾の施工が完了したのは1926年である。
建築様式は新古典主義建築である。議事堂は上から見るとH形をしており、北側と南側に中庭がある。北側にはイオニア式の柱が並ぶポルチコがあり、ボリバル広場との境界を明確にしている。南側にはポルチコが無く、大統領官邸前広場との一体性を意図している。
コロンビア共和国議会は二院制のため、議事堂内には大小２つの議場がある。

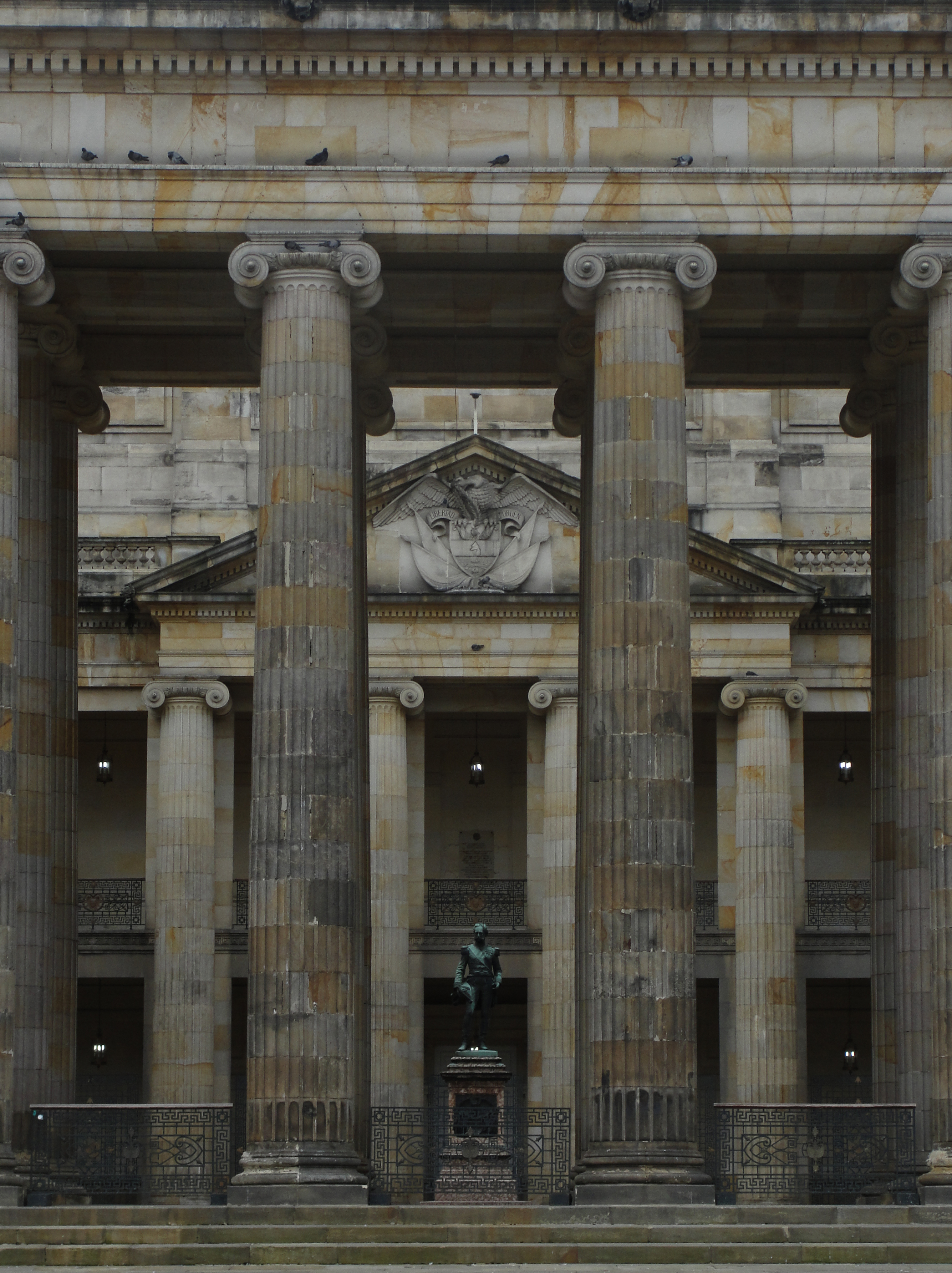
北側
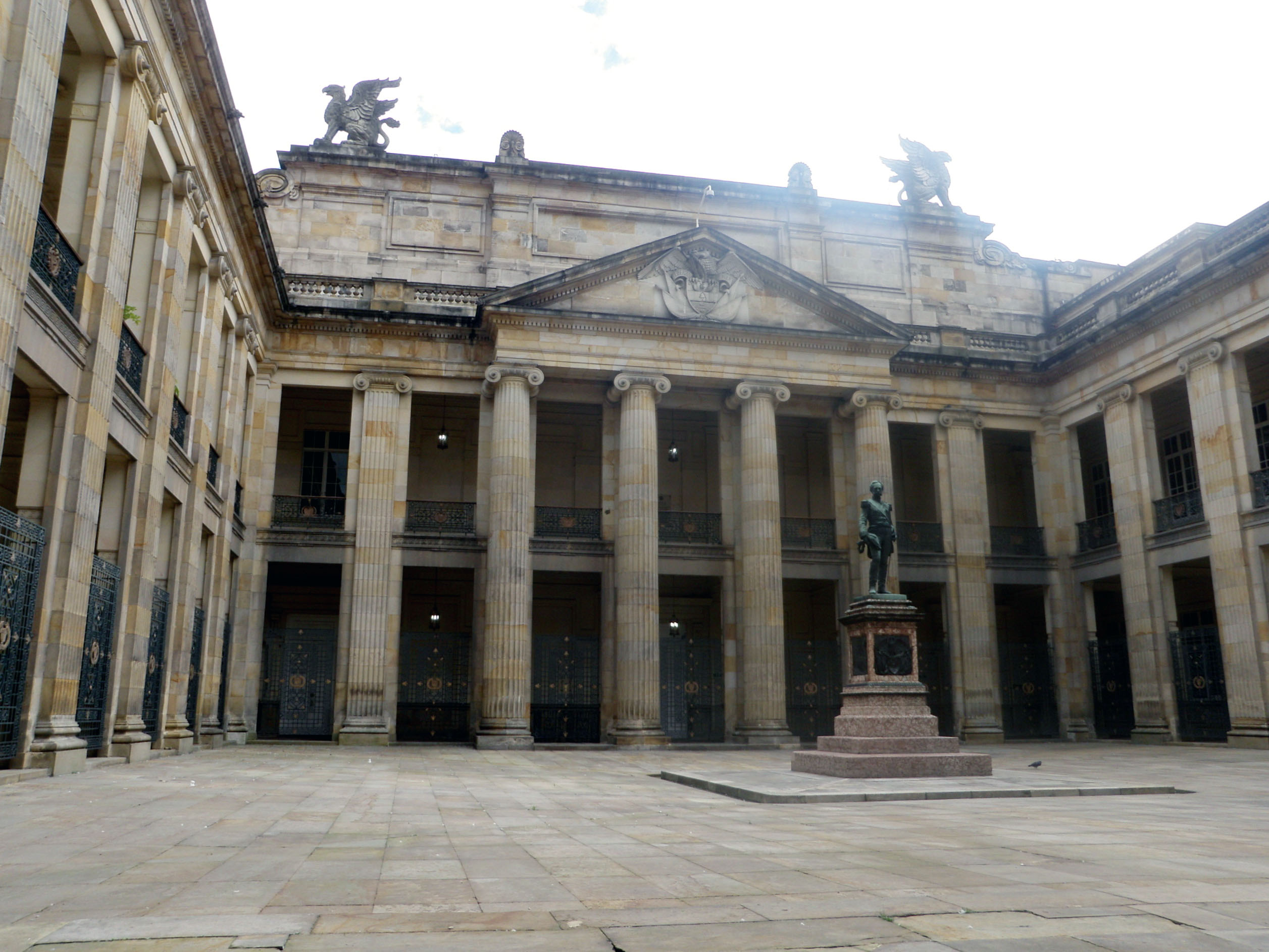
北側中庭
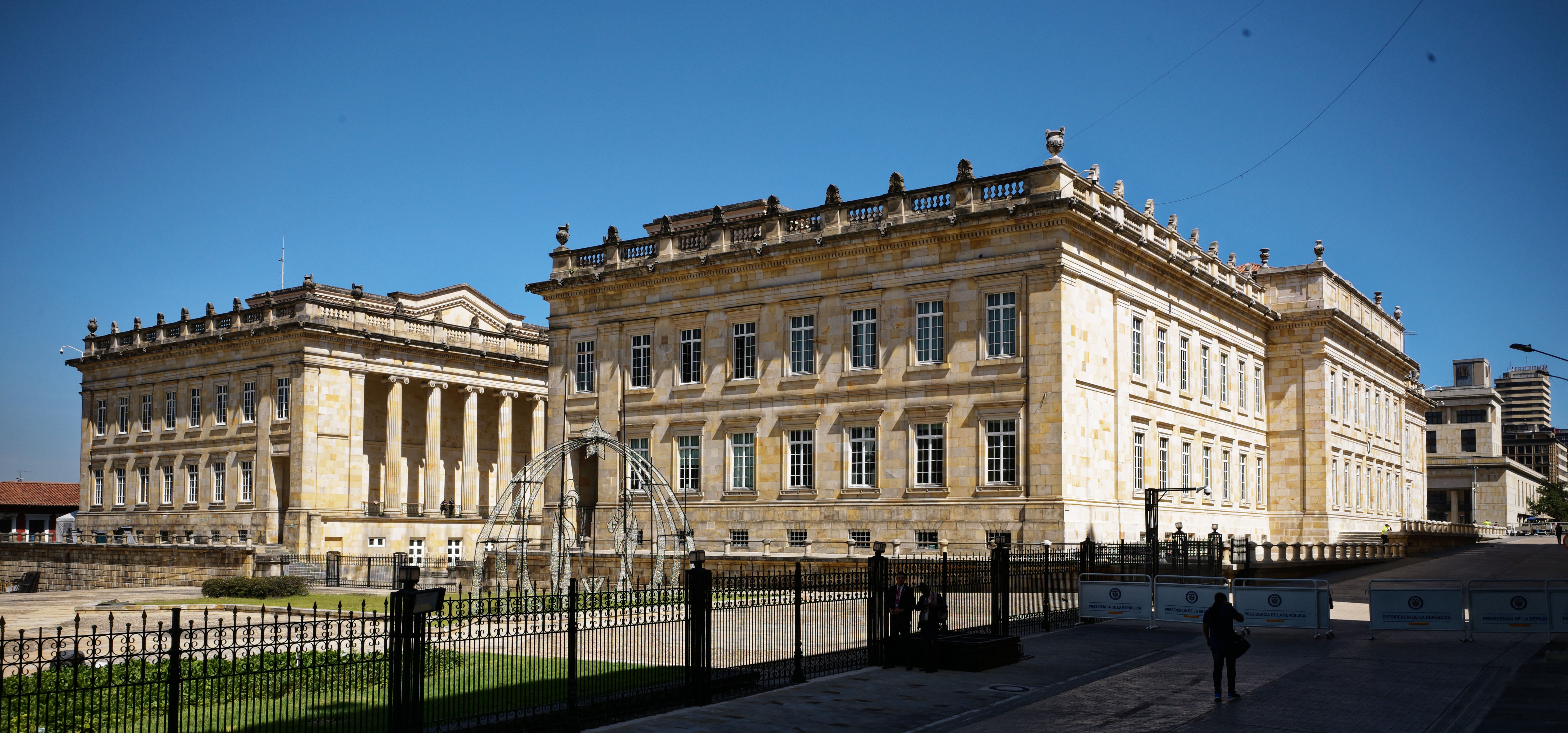
南側
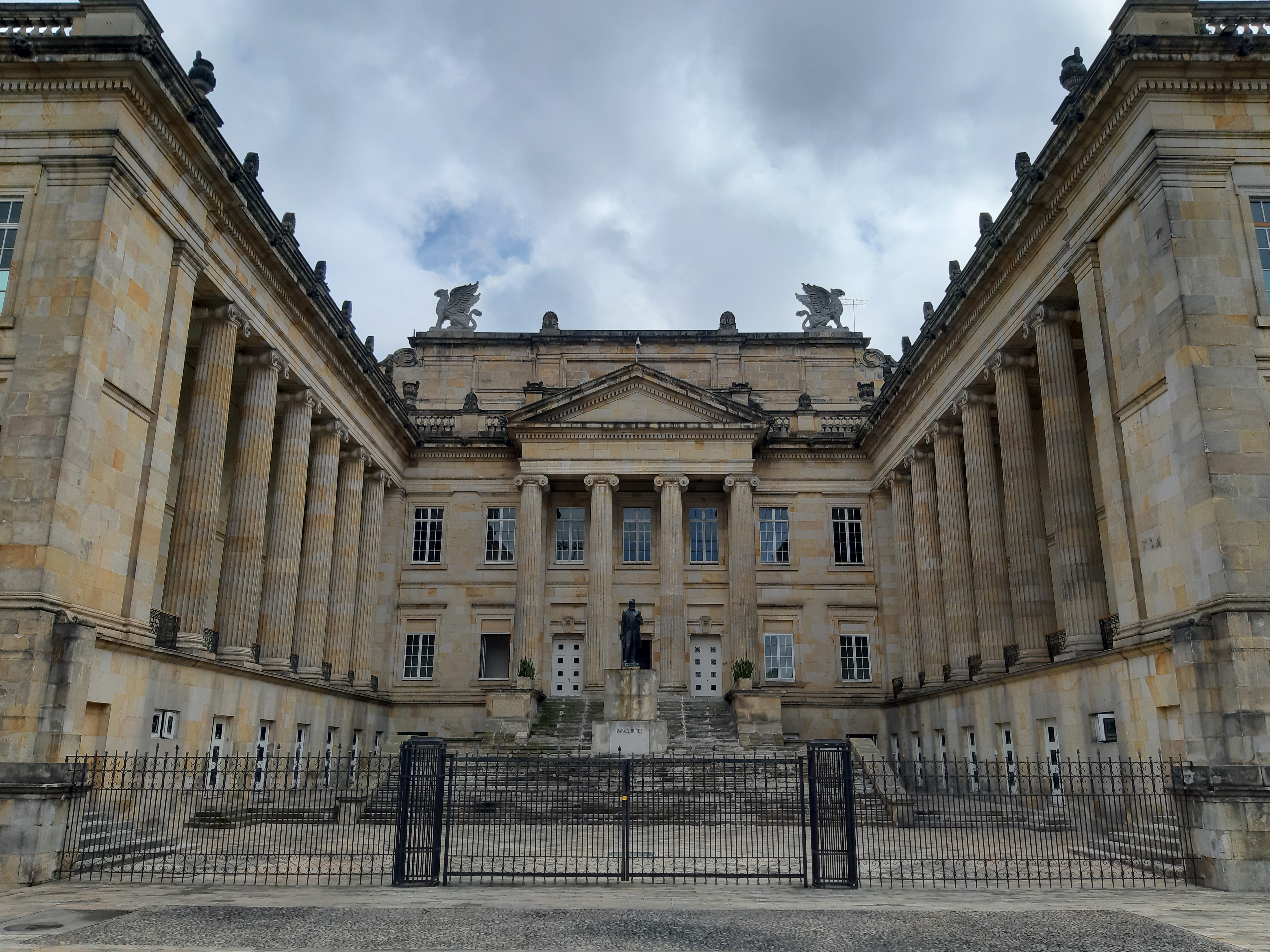
南側中庭
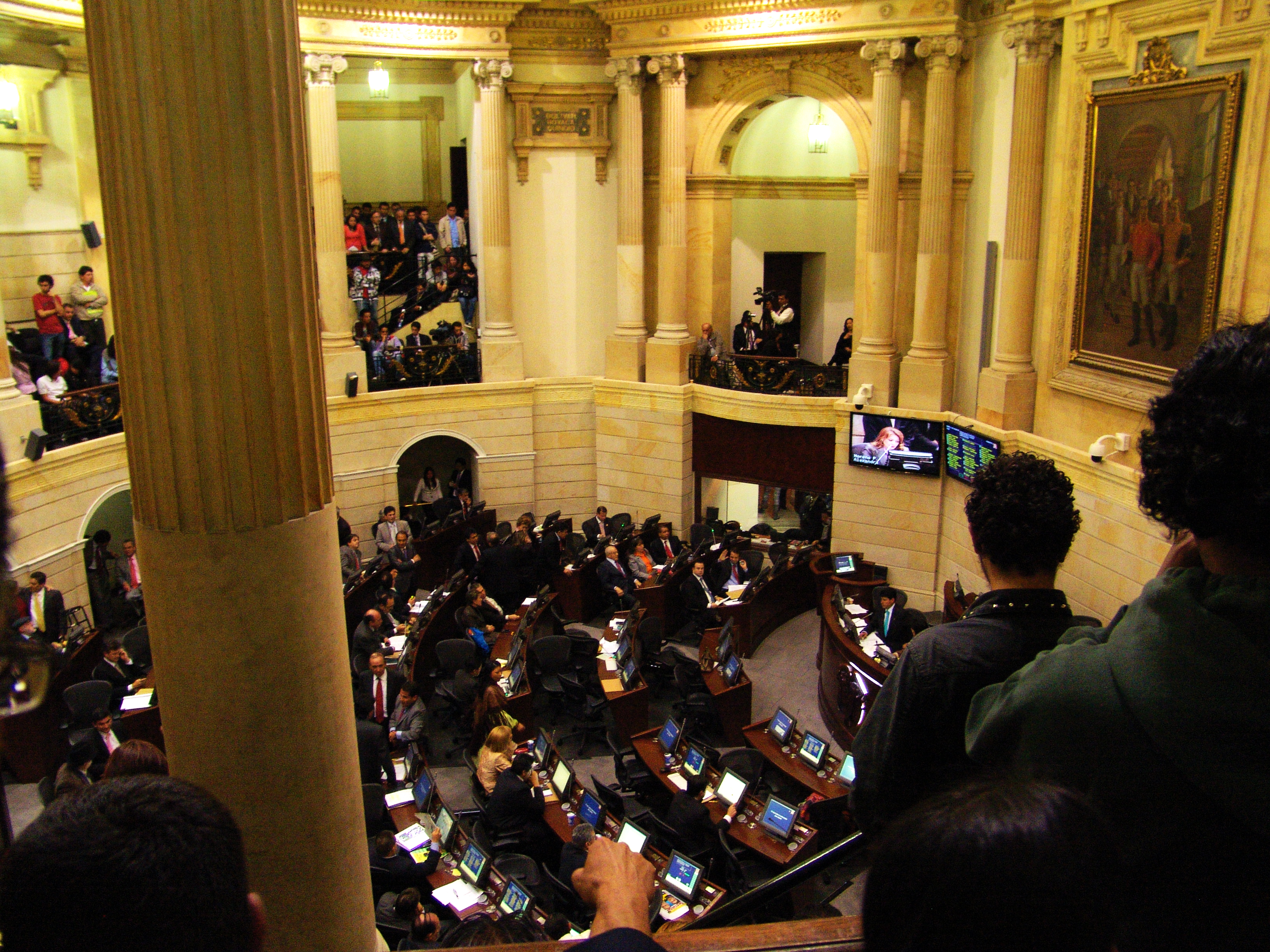
上院議場
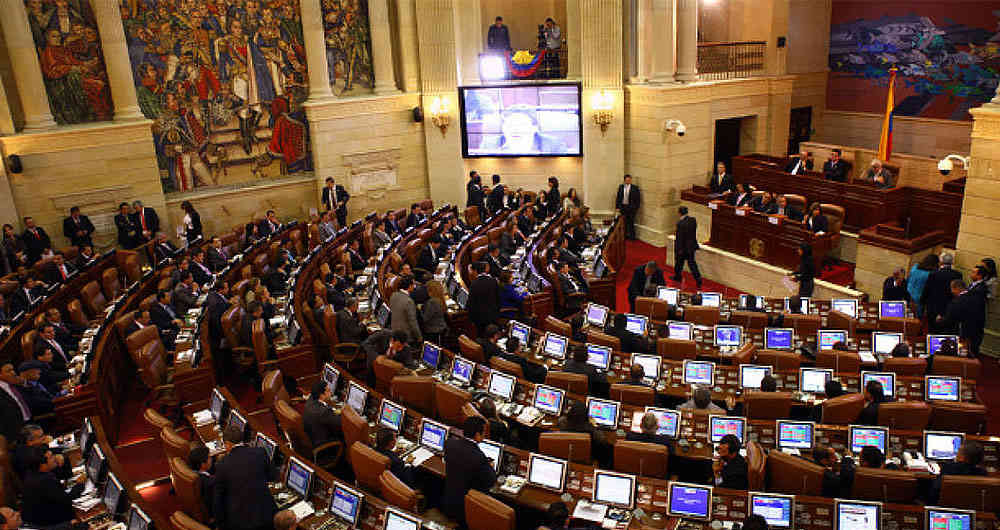
下院議場